# 酒井光雄
酒井 光雄（さかい みつお、1953年 - ）は、日本の経営コンサルタント。日経BP社「日経BP Marketing Awards」の審査委員を務める。

## 人物・経歴
ブレインゲイト（2017年7月に株式会社から個人事務所へ変更）代表。学習院大学法学部卒業。
事業経営の本質は「これまで存在していなかった新たな価値を生み出し、社会に認めてもらう活動」であると提唱。
価値の低いものはいつの時代も、必ず価格競争に巻き込まれ、淘汰されていくとして、一貫して企業と商品の「価値づくり」を支援している。
日本経済新聞社が実施した「経営コンサルタント調査」で、「企業に最も評価されるコンサルタント会社ベスト20」に選ばれた実績を持つ。